# Andreas Jungdal
Andreas Kristoffer Jungdal (Singapore, 22 febbraio 2002) è un calciatore danese, portiere del Westerlo.

## Biografia
È nato a Singapore nel periodo in cui il padre, cittadino danese, lavorava per una filiale della Lego ed è tornato in Danimarca all'età di cinque anni.

## Carriera

### Club
Cresciuto nel settore giovanile del Vejle, il 19 luglio 2019 è stato acquistato dal Milan che lo ha assegnato alla formazione Primavera. Nel corso degli anni successivi ha fatto più volte da terzo portiere per la prima squadra sedendosi in panchina nel corso di diversi incontri di Serie A, senza però tuttavia mai riuscire a debuttare. Il 10 gennaio 2023 è stato prestato all'Altach ed il 12 febbraio ha giocato il suo primo incontro professionistico in Bundesliga contro il LASK.
Il 10 agosto 2023 è stato ceduto a titolo definitivo alla Cremonese, club di Serie B, con cui ha firmato un contratto di tre anni; inizialmente riserva di Fallou Sarr, in seguito alla rottura del legamento crociato di quest'ultimo nel mese di novembre, ha acquisito la titolarità per il resto della stagione.
Rimasto inutilizzato nella prima metà della stagione 2024-2025, il 16 gennaio 2025 è stato ceduto in prestito al Westerlo, club della prima divisione belga; al termine della stagione, in cui ha subito 26 reti in 17 partite di campionato giocate, è stato acquistato a titolo definitivo.

### Nazionale
Ha giocato con le nazionali giovanili danesi Under-17, Under-18, Under-20 ed Under-21. Il 27 maggio 2025 è stato incluso nella lista dei convocati per il campionato europeo Under-21.

## Statistiche

### Presenze e reti nei club
Statistiche aggiornate al 30 luglio 2025.
| Stagione         | Squadra          | Campionato       | Campionato | Campionato | Coppe nazionali | Coppe nazionali | Coppe nazionali | Coppe continentali | Coppe continentali | Coppe continentali | Altre coppe | Altre coppe | Altre coppe | Totale | Totale | Totale |
| Stagione         | Squadra          | Comp             | Pres       | Reti       | Comp            | Pres            | Reti            | Comp               | Pres               | Reti               | Comp        | Pres        | Reti        | Pres   | Reti   |        |
| ---------------- | ---------------- | ---------------- | ---------- | ---------- | --------------- | --------------- | --------------- | ------------------ | ------------------ | ------------------ | ----------- | ----------- | ----------- | ------ | ------ | ------ |
| gen.-giu. 2023   | Altach           | BL               | 6          | -10        | CA              | 0               | 0               | -                  | -                  | -                  | -           | -           | -           | 6      | -10    |        |
| 2023-2024        | Cremonese        | B                | 18         | -13        | CI              | 2               | -3              | -                  | -                  | -                  | -           | -           | -           | 20     | -16    |        |
| 2024-gen. 2025   | Cremonese        | B                | 0          | 0          | CI              | 0               | 0               | -                  | -                  | -                  | -           | -           | -           | 0      | 0      |        |
| Totale Cremonese | Totale Cremonese | Totale Cremonese | 18         | -13        |                 | 2               | -3              |                    | -                  | -                  |             | -           | -           | 20     | -16    |        |
| gen.-giu. 2025   | Westerlo         | PL               | 17         | -26        | CB              | 0               | 0               | -                  | -                  | -                  | -           | -           | -           | 17     | -26    |        |
| 2025-2026        | Westerlo         | PL               | 2          | -5         | CB              | 0               | 0               | -                  | -                  | -                  | -           | -           | -           | 2      | -5     |        |
| Totale Westerlo  | Totale Westerlo  | Totale Westerlo  | 19         | -31        |                 | 0               | 0               |                    | -                  | -                  |             | -           | -           | 19     | -31    |        |
| Totale carriera  | Totale carriera  | Totale carriera  | 43         | -95        |                 | 2               | -3              |                    | -                  | -                  |             | -           | -           | 45     | -98    |        |